# Nature Research
Nature Research (anciennement Nature Publishing Group) est un groupe de presse spécialisé dans les sciences, né en 1999 de la fusion de NPG avec les éditions scientifiques de Macmillan regroupant : Nature, les différentes revues de recherche Nature, les revues de spécialités NPG (auparavant Stockton Press), éditeurs de revues de pointe de la communauté scientifique, médicale et technique, ainsi que référence NPG (auparavant Macmillan Reference Ltd) et des éditeurs d'informations scientifiques de référence. En 2015 il fusionne avec Springer Science+Business Media pour former le groupe Springer Nature.

## Historique
En 2000, NPG a lancé trois autres revues dans la collection Nature, qui totalisent une vingtaine de publications se focalisant sur les sciences de la vie.
Nature Research emploie environ 700 personnes. Il est une filiale du groupe Springer Nature, résultant de la fusion entre Nature Publishing Group, différentes filiales de l'éditeur Macmillan, et le groupe Springer Science+Business Medias. Le groupe Springer Nature est lui-même contrôlé par la société allemande Georg von Holtzbrinck Publishing Group et BC Partners, les deux sociétés-mères des groupes existants avant la fusion.

## Revues du groupe
En 2020, Nature Research publie plus de soixante revues dans différents domaines de recherche dont les plus célèbres sont :

### Journaux de rechercheNature
- Nature Astronomy
- Nature Biotechnology (1996)
- Nature Cell Biology (1999)
- Nature Chemical Biology (2005)
- Nature Chemistry (2009)
- Nature Climate Change (2011)
- Nature Communications (2010)
- Nature Ecology and Evolution (2017, uniquement en ligne)
- Nature Food (2020)
- Nature Genetics (1992)
- Nature Geoscience  (2008)
- Nature Human Behaviour (2017)
- Nature Immunology (2000)
- Nature Materials (2002)
- Nature Medicine (1995)
- Nature Methods (2004)
- Nature Microbiology (2016)
- Nature Nanotechnology (2006)
- Nature Neuroscience (1998)
- Nature Photonics (2007)
- Nature Physics (2005)
- Nature Plants
- Nature Protocols (sur internet seulement)
- Nature Structural & Molecular Biology (1994)

### Nature Reviews
- Nature Reviews Cancer
- Nature Reviews Drug Discovery
- Nature Reviews Genetics
- Nature Reviews Immunology
- Nature Reviews Microbiology
- Nature Reviews Molecular Cell Biology
- Nature Reviews Neuroscience

### Nature Clinical Practice
- Nature Clinical Practice Cardiovascular Medicine
- Nature Clinical Practice Endocrinology and Metabolism
- Nature Clinical Practice Gastroenterology and Hepatology
- Nature Clinical Practice Neurology
- Nature Clinical Practice Nephrology
- Nature Clinical Practice Oncology
- Nature Clinical Practice Rheumatology
- Nature Clinical Practice Urology

### Natureen ligne
- Nature China (lancé en janvier 2007)
- Nature India (lancé en février 2008)

### Autres journaux du groupe
- Cancer Gene Therapy
- Cell Death & Differentiation
- The EMBO Journal
- European Journal of Human Genetics
- Gene Therapy
- Heredity
- Journal of Investigative Dermatology
- Molecular Therapy
- Oncogene
- Science and Education
- Scientific Reports